# Protracheoniscus sexfasciatus
Protracheoniscus sexfasciatus là một loài chân đều trong họ Trachelipodidae. Loài này được Koch miêu tả khoa học năm 1847.